# Котора буроголовий

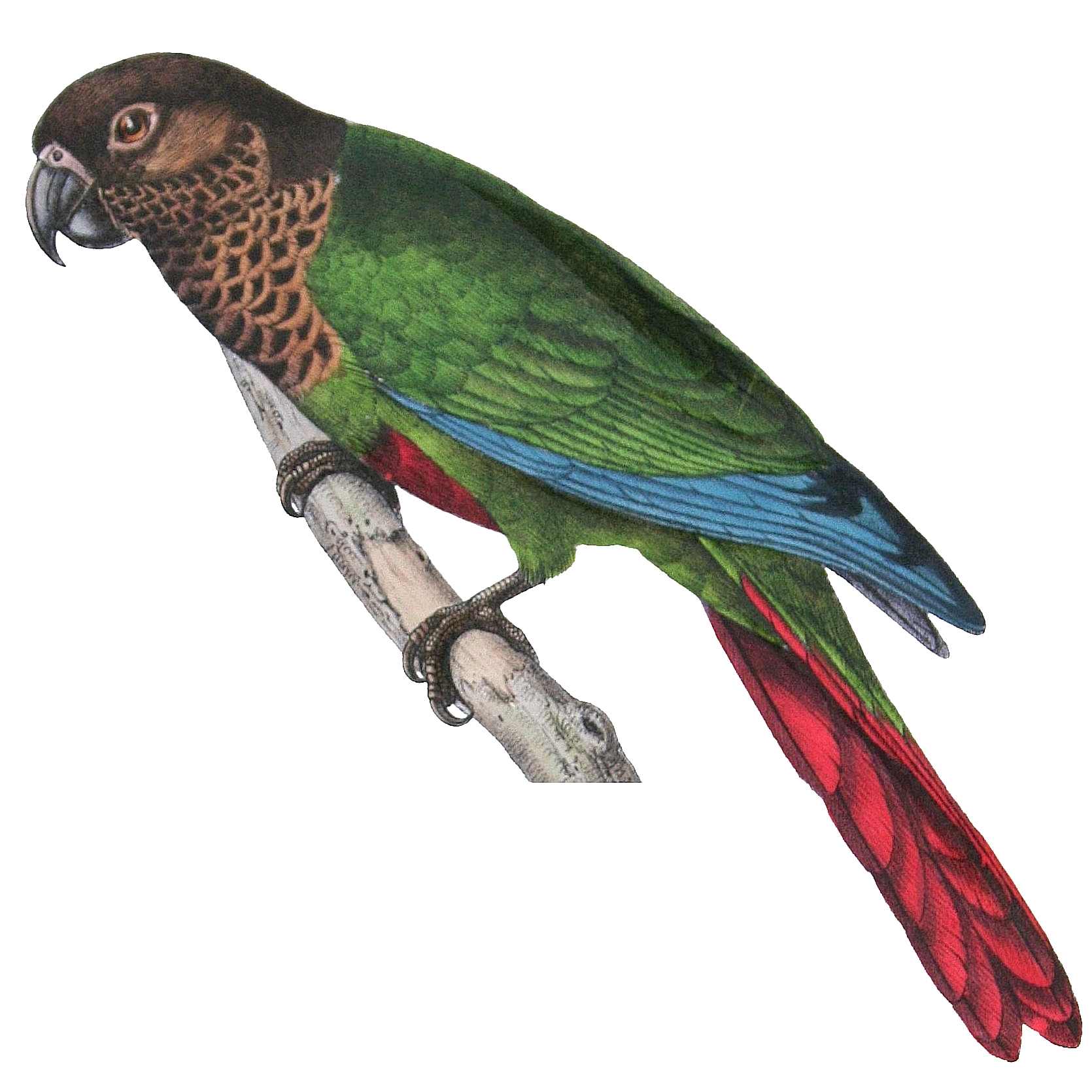
Буроголовий котора

Котора буроголовий (Pyrrhura lucianii) — вид папугоподібних птахів родини папугових (Psittacidae). Ендемік Бразилії. Вид був названий на честь французького натураліста Шарля Люсьєна Бонапарта. Раніше вважався конспецифічним з синьолобим которою, однак був визнаний окремим видом.

## Поширення і екологія
Буроголові котори мешкають в штаті Амазонас, між річками Амазонка і Пурус. Вони живуть у вологих рівнинних тропічних лісах Амазонії. Зустрічаються зграйками. Живляться плодами, насінням і квітками.